# Dermatite de contact
 Mise en garde médicale
La dermatite de contact ou dermite de contact est une réaction cutanée résultant de l'exposition à des substances allergènes (dermatite de contact allergique) ou irritantes (dermatite d’irritation). La dermatite par photosensibilisation se produit lorsque l'allergène ou la substance irritante sont activés par la lumière du soleil.

## Introduction

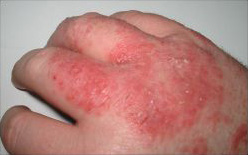
Dermatite de contact

La dermatite de contact est une éruption cutanée localisée ou une irritation de la peau provoquée par le contact avec une substance étrangère. Seules les régions superficielles de la peau sont touchées par la dermatite de contact. L’inflammation des tissus atteints est limitée à l’épiderme (couche superficielle de la peau) et à la couche supérieure du derme (sous l'épiderme). Contrairement à l’urticaire de contact, dans laquelle l’éruption apparaît après quelques minutes d'exposition et disparaît au bout d’un court laps de temps allant de quelques minutes à plusieurs heures, la dermatite de contact persiste pendant plusieurs jours. Toutefois, la dermatite de contact ne disparaît que si la peau n’est plus en contact avec l'allergène ou l’irritant. La dermatite de contact provoque des manifestations spectaculaires, brûlures, démangeaisons et éruptions cutanées qui vont mettre quelques jours ou plusieurs semaines à guérir. La dermatite de contact peut devenir chronique lorsque la suppression de l'agent responsable n’apporte pas l’amélioration escomptée.

## Causes
En Amérique du Nord et du Sud, les causes les plus fréquemment rencontrées à l’origine de la dermatite de contact allergique sont les plantes du genre toxicodendron : dermatite allergique au sumac vénéneux ou sumac grimpant. Les causes les plus répandues de dermatite de contact par irritation sont les savons durs (très alcalin), le nickel, les détergents et les produits de nettoyage ainsi que le caoutchouc.

## Types de dermatite de contact
Il existe trois types de dermatite de contact : dermatite par irritation, dermatite allergique, et photodermatites de contact. Les photodermatites sont divisées en deux catégories : phototoxique et photoallergique.

### Dermatite de contact et irritants chimiques
Qu’elle soit aigüe ou chronique, la dermatite de contact est généralement associée à la présence d’irritants forts ou faibles, selon la classification HSE (HSE MS24). La définition suivante est fournie par Mathias et Maibach (1978): « une réaction inflammatoire locale non immunologique caractérisée par un érythème, un œdème, ou une abrasion à la suite de l’application unique ou répétée d'une substance chimique sur la même zone cutanée ».
Le mécanisme d'action est variable suivant les toxiques. Les détergents, tensioactifs, les produits à pH extrêmes, les solvants organiques ont tous comme effet commun d’altérer directement les propriétés de barrière de l'épiderme. Ces effets peuvent aboutir à la dissolution et l’élimination de la couche lipidique, provoquant des lésions cellulaires de l'épithélium, et l'augmentation de la perte d'eau trans-épidermique en altérant les mécanismes de rétention de l'eau de la couche cornée et en endommageant l'ADN, ce qui entraîne un amincissement de la couche épidermique. De fortes concentrations de substances irritantes provoquent un effet aigu, mais on rencontre le plus souvent un effet chronique avec l’action cumulative, d'irritants dont les effets délétères s’additionnent avec la répétition des doses.
Les produits chimiques irritants le plus souvent impliqués sont :
- Les solvants (alcool, xylène, térébenthine, esters, acétone, cétones, et autres).
- Les fluides d’usinage des métaux (huiles minérales, huiles solubles avec tensio-actifs).
- Le latex, le kérosène, l’oxyde d'éthylène
- Les tensioactifs dans les cosmétiques et les médicaments en application locale (le laurylsulfate de sodium, par exemple)
- Les alcalis (déboucheurs de canalisations, savons caustiques avec résidus de lessive).
- Le TSP (phosphate trisodique) contenu dans les dégraisseurs ou la peinture.

### Dermatite de contact irritative
La dermatite irritative est une forme qu’on recherche moins (Maurice-Jones et al), cette lacune est due à la multiplicité des mécanismes d’action et au manque de test diagnostique. Une enquête complète sur les antécédents du patient associée à la négativité des tests allergologiques est habituellement nécessaire pour aboutir au bon diagnostic. La forme la plus simple de dermatite irritative est le résultat de frottements prolongés. Même si la variété des irritants impliqués est très grande, on peut citer par exemple le papier, la fibre de verre, certains vêtements.
De nombreuses plantes provoquent une dermatite irritative par action directe sur la peau. Certaines plantes agissent par l'intermédiaire de leurs épines ou de poils urticants. Certains végétaux, tels que la renoncule, l’euphorbe et la marguerite agissent par un mécanisme chimique. La sève de ces plantes contient un certain nombre d’alcaloïdes, de glycosides, de saponines, d’anthraquinones, et, dans le cas des plantes à bulbes, des cristaux irritants d’oxalate de calcium - autant de facteurs qui peuvent causer des maladies (Mantle et Lennard, 2001).

### Dermatite de contact allergique

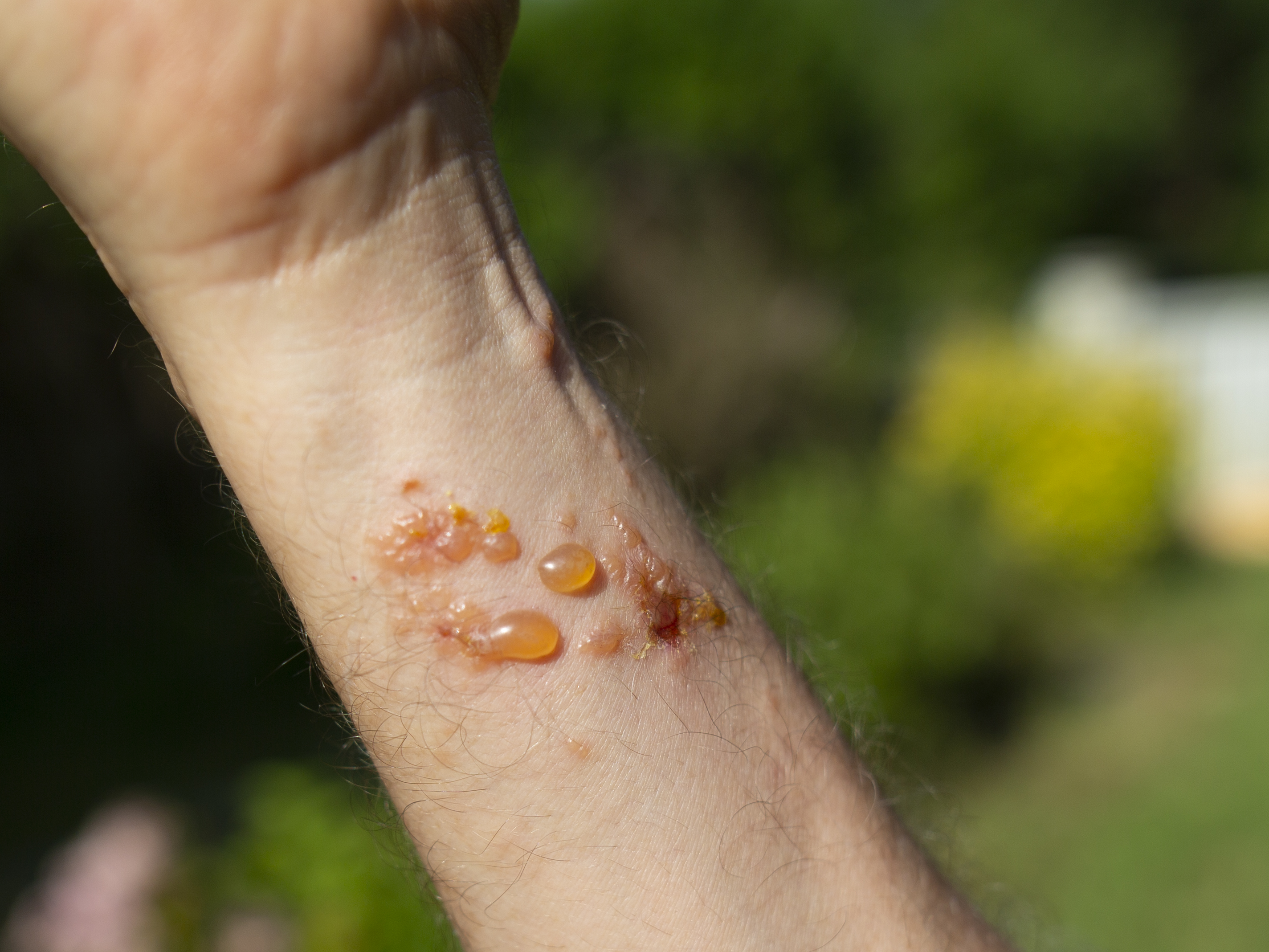
Dermatite allergique causée par une plante.

Cette affection est la manifestation d'une réaction allergique provoquée par le contact avec une substance. Une liste des allergènes les plus répandus est inscrite au tableau 1 (Kucenic et Belsito, 2002).
Bien que moins fréquente que la dermatite irritative, la dermatite allergique est réputée être la forme la plus répandue d'immunotoxicité rencontrée chez l'homme (Kimble et al 2002). Par sa nature allergique, cette forme de dermatite de contact est une réaction d'hypersensibilité qui est atypique au sein de la population. Les mécanismes par lesquels se produisent ces réactions sont complexes, avec plusieurs niveaux de contrôle. Leur mécanisme immunologique tourne autour de l'interaction de la régulation immunologique des cytokines et de certaines sous-populations de lymphocytes T.
La dermatite allergique survient à la suite de deux étapes essentielles : une phase d'induction, qui amorce et sensibilise le système immunitaire à une réaction allergique, et une phase de déclenchement, dans laquelle cette réponse est initiée (Kimble et al 2002). Ainsi, la dermatite allergique de contact est qualifiée de réaction d'hypersensibilité retardée de Type IV impliquant une réaction allergique à médiation cellulaire. Les allergènes contact sont généralement des haptènes solubles (à bas poids moléculaire) et, à ce titre, ont des propriétés physico-chimiques qui leur permettent de traverser la couche cornée de la peau. Ils ne peuvent provoquer une réponse qu’avec l’antigène complet, ce qui implique leur liaison avec des protéines épidermiques pour former des conjugués haptène-protéine. Ce qui, à son tour, suppose que ce soit une protéine réactive qui se forme.
Le conjugué formé est alors reconnu comme un corps étranger par les cellules de Langerhans (LCs) (et, dans certains cas, par les cellules dendritiques (DCs)), qui vont alors absorber la protéine, la transporter via le système lymphatique vers les ganglions lymphatiques, et présenter les antigènes aux lymphocytes T. Ce processus est contrôlé par les cytokines et les chimiokines - avec le facteur de nécrose tumorale alpha (TNF-α) et certains membres de la famille des interleukines (1, 13 et 18) – et leur action sert soit à favoriser soit à entraver la mobilisation et la migration de ces cellules de Langerhans (Kimble et al 2002). Tandis que les LCs sont transportés vers les ganglions lymphatiques, celles-ci se différencient et se transforment en cellules dendritiques, qui agissent naturellement comme immunostimulateurs.
Une fois arrivées dans les ganglions lymphatiques, les cellules dendritiques différenciées présentent aux lymphocytes T les déterminants antigéniques associés à l'allergène. Ces cellules T, se divisent ensuite et se différencient, en produisant un clone de sorte que si l'individu est à nouveau en contact avec l'allergène, ces cellules T vont réagir plus rapidement et de façon plus agressive.
Kimble et al. (2002) ont exploré les complexités de la réaction immunologique dans la dermatite de contact allergique. En résumé : il semble qu'il existe deux grands phénotypes de cellules productrices de cytokines (mais il existe entre eux un gradient de sous-phénotypes), et celles-ci sont désignées sous le nom de T-helper 1 et 2 (Th1 et Th2). Bien que ces cellules se soient initialement différenciées à partir d'une cellule souche commune, elles développent avec le temps pour former un système immunitaire mature. Les phénotypes Th1 sont caractérisés par leur activité concentrée sur l'interféron et l'interleukine, alors que l’action des cellules Th2 est plus centrée autour de la régulation des IgE par les cytokines. On a démontré que les lymphocytes T CD4 et CD8 contribuaient à la régulation des cytokines différenciées, avec des CD4 capables de produire un taux élevé d'IL-4 et l'IL10 alors que seules les cellules CD8 sont associées à de faibles niveaux d'IFN?. Ces deux sous-types de cellules sont aussi étroitement associées dans les interactions avec la cellule souche essentielles pour la pathogénie de la dermatite de contact allergique.
White et al ont suggéré qu'il pouvait exister un seuil pour les mécanismes de sensibilisation pour la dermatite de contact associée à des allergènes (1986). On pense que cela est lié au niveau à partir duquel le toxique induit la mise en route de l’indispensable régulation des cytokines et chimiokines. Il a également été proposé que le produit véhicule par l’intermédiaire duquel l'allergène atteint la peau pourrait avoir une part de responsabilité dans la sensibilisation de l'épiderme à la fois en facilitant sa pénétration percutanée et en provoquant lui-même une forme de traumatisme et de mobilisation des cytokines.
Les allergènes les plus communément impliqués sont les suivants :
- Le Nickel (sulfate de nickel hexahydraté) - métal fréquemment rencontré dans les bijoux et leurs fermoirs ou les boutons des vêtements (boutons de jeans). Présent également dans les téléphones cellulaires (pouvant provoquer des allergies aux oreilles et aux joues).
- L’Or (thiosulfate de sodium et d’or) - métal précieux et l'on retrouve souvent dans les bijoux
- Le Baume du Pérou (extrait de la résine du Baumier du Pérou) - un parfum utilisé dans les eaux de toilette et les lotions pour la peau.
- Le Thiomersal - un composé du mercure utilisé dans les antiseptiques locaux et dans les vaccins
- La Néomycine - un antibiotique à usage externe couramment utilisé dans les crèmes et onguents pour les premiers soins, les cosmétiques, les déodorants, les savons et les aliments pour animaux de compagnie
- Le "fragrance mix" - un groupe des huit parfums allergisants les plus répandus, présents dans les aliments, les produits cosmétiques, les insecticides, les antiseptiques, les savons, les eaux de toilette et les produits dentaires. Ces parfums comprennent l'alcool cinnamique (en) et l'aldéhyde cinnamique (issus de la cannelle), l'eugénol (issu du clou de girofle), l'isoeugénol (issu de l'huile essentielle d'ylang-ylang), le géraniol, l'alcool amylcinnamylique, l'hydroxycitronellal (en) et l'absolu de mousse (oakmoss absolute)[11].
- Le Formaldéhyde - un agent conservateur aux multiples utilisations, par exemple dans les produits de papeterie, les peintures, les médicaments, les produits ménagers, les produits cosmétiques et l’apprêt des tissus
- Le chlorure de cobalt – un métal retrouvé dans les produits médicaux ; les teintures capillaires ; les antiperspirants ; le métal de plaquage d’objets tels que les boutons-pression, les boutons ou les outils, et dans le pigment bleu cobalt
- La Bacitracine - un antibiotique à usage externe
- le Quaternium-15 – un agent conservateur des produits cosmétiques (auto-bronzants, shampoing, vernis à ongles, crème solaire) et dans les produits industriels (pâtes à polir, peintures et cires)[12].

### Photodermatites de contact
Parfois appelées « photoaggravées » (Bourke, et al 2001)) et réparties en deux catégories, phototoxique et photoallergique, la dermatite de contact par photosensibilisation est une dermatose eczématiforme et une affection qui est déclenchées par une interaction sur la peau entre une substance plus ou moins nocive et les rayons ultraviolets (UV 320-400 nm) (ESCD 2006), la réaction se manifeste seulement dans les régions cutanées où le malade a été exposé à ces rayonnements UV. Sans la présence de ces rayons, la substance photosensibilisante n'est pas nocive. Pour cette raison, cette forme de dermatite de contact est généralement présente uniquement dans les zones cutanées qui sont laissées à découvert par les vêtements. Le mécanisme d'action varie d'un toxique à l’autre, mais il est généralement lié à la production d'une substance activée par les UV. Parmi les toxiques qui sont associés à la dermatite citons les psoralènes qui sont utilisés en thérapeutique pour le traitement du psoriasis, de l'eczéma et du vitiligo.
La dermatite de contact par photosensibilisation est une autre affection où la distinction entre les différentes formes de dermatite de contact n'est pas nettement tranchée. Les mécanismes immunologiques peuvent également jouer un rôle et provoquer une réponse similaire à la dermatite de contact allergique.

## Symptômes
La dermatite allergique est généralement limitée à la zone où le soleil qui est le facteur déclenchant a effectivement touché la peau, tandis que les dermatoses irritatives peuvent s’étendre sur une zone cutanée plus large. Les symptômes de ces deux formes sont les suivants:
- Une éruption rouge. C'est la réaction habituelle. L'éruption apparaît immédiatement dans la dermatite de contact par irritation, tandis que dans la dermatite de contact allergique, l'éruption n’apparaît parfois que 24 à 72 heures après l'exposition à l'allergène.
- Phlyctène ou cloques. Les phlyctènes et l’urticaire surviennent souvent dans un schéma où la peau est exposée directement à l'allergène ou à l’irritant.
- Démangeaisons, brûlures cutanées. La dermatite de contact tend à être plus douloureuse que prurigineuse, tandis que la dermatite de contact allergique provoque souvent des démangeaisons.

Bien que toutes les formes de dermatite de contact puissent toucher n'importe quelle partie du corps, la dermatite de contact est souvent située sur les mains, qui ont été exposées par la macération ou par trempage dans un récipient (seau, bassine) contenant le produit irritant.

## Traitement

### Soins médicaux
Si l'éruption ne s'améliore pas ou continue à s’étendre après 2 à 3 jours d’auto-médication, ou si les démangeaisons et / ou de la douleur sont sévères, le patient doit consulter un dermatologue ou un autre médecin. Le traitement médical est généralement constitué de lotions, de crèmes ou de médicaments par voie orale.
- Les corticostéroïdes. Un corticoïde médicament similaire à l’hydrocortisone peut être prescrit pour lutter contre l'inflammation dans une zone déterminée. Ce médicament peut être appliqué sur la peau sous forme de crème ou d'onguent. Si la réaction porte sur une zone cutanée relativement importante ou bien se présente sous une forme sévère, un corticostéroïde en comprimé ou sous forme injectable peut être prescrit.
- Les antihistaminiques. La prescription d’antihistaminiques peut être ajoutée si les médicaments délivrés sans ordonnance, moins forts, sont insuffisants.

## Prévention
Puisque la dermatite de contact dépend d’un irritant ou d’un allergène capable d'initier la réaction, il est important pour le patient d'identifier l'agent responsable pour éviter tout contact ultérieur. L’identification peut être réalisée par des patch tests, une méthode connue sous le nom de tests allergologiques. Le patient doit connaître l’irritant ou l’allergène et savoir dans quels produits il se trouve pour être en mesure d’éviter tout contact. Un même produit chimique est parfois désigné sous plusieurs noms différents.

## Résumé
La distinction entre les différents types de dermatite de contact est basée sur un certain nombre de facteurs. L’aspect des tissus, l'histologie, les conclusions des tests immunologiques, sont les moyens utilisés pour le diagnostic de la maladie et l’identification de sa cause. Toutefois, comme suggéré précédemment, il existe une certaine confusion dans la distinction des différentes formes de dermatite de contact (1997). L'utilisation de l'histologie, est insuffisante à elle seule, car ses résultats ne permettent pas de faire la distinction (Rietschel, 1997), et même des tests épicutanés positifs n'excluent pas l'existence d'une forme de dermite irritative aussi bien qu'une forme allergique. Il est important de rappeler, par conséquent, que la distinction entre les types de dermatite de contact est souvent floue, avec, par exemple, certains mécanismes immunologiques pouvant également être impliqués dans un cas de dermatite de contact irritative.